# بوعياد (الحوافات المرجة)
بوعياد هو دُوَّار يقع بجماعة الحوافات، إقليم سيدي قاسم، جهة الرباط سلا القنيطرة في المملكة المغربية. ينتمي الدوّار لمشيخة الحوافات المرجة التي تضم 19 دوار. يقدر عدد سكانه بـ 259 نسمة حسب الإحصاء الرسمي للسكان والسكنى لسنة 2004.

## روابط خارجية
- البوابة الوطنية للجماعات الترابية نسخة محفوظة 12 مارس 2018 على موقع واي باك مشين.
- المندوبية السامية للتخطيط